# Lycodes nishimurai
Lycodes nishimurai es una especie de pez de la familia de los Zoarcidae en el orden de los perciformes.

## Morfología
- Los machos pueden llegar a alcanzar los 27,8 cm de longitud total.
- Número de vértebras: 113-116.[1]

## Hábitat
Es un pez de mar y de aguas profundas que vive entre 642- 669 m de profundidad.

## Distribución geográfica
Se encuentra en el Mar del Japón. 

## Observaciones
Es inofensivo para los humanos. 